# زهير عبد الله
زهير أحمد عبد الله (5 مايو 1983) هو لاعب كرة قدم لبناني يلعب بمركز مدافع وهو قائد نادي شباب الساحل، بدأ اللعب في مركز الظهير الأيمن، ثم انتقل إلى قلب الدفاع لاحقًا. بدأ زهير مسيرته الكروية في نادي شباب الساحل عام 2004، وساعدهم على الفوز بكأس التحدي اللبناني مرتين على التوالي (2014 و2015). ساعد النادي في الفوز بأول كأس للنخبة اللبنانية في موسم 2019. لعب مع منتخب لبنان مرتين في عام 2011: لعب مباراة ودية ضد منتخب عُمان، ومباراة تأهيلية لكأس العالم 2014 ضد منتخب بنغلاديش.

## مسيرة النادي
بدأ مسيرته المهنية مع شباب الساحل في عام 2004. ساعد فريقه في الفوز بكأس التحدي اللبناني مرتين على التوالي (2014 و2015). بعد ستة مواسم في الدوري اللبناني هبط النادي إلى دوري الدرجة الثانية. وساعد النادي في الفوز بالدرجة الثانية اللبنانية في موسم 2017-18، والعودة إلى الدوري الممتاز. وساعدهم في الفوز بأول كأس للنخبة اللبناني في موسم 2019-20.

## روابط خارجية
- زهير عبد الله على موقع قاعدة بيانات كرة القدم.إي يو (الإنجليزية)
- زهير عبد الله على موقع ناشيونال فوتبول تيمز (الإنجليزية)
- زهير عبد الله على موقع Soccerway.com (الإنجليزية)
- زهير عبد الله على موقع كووورة